# Osteoderma

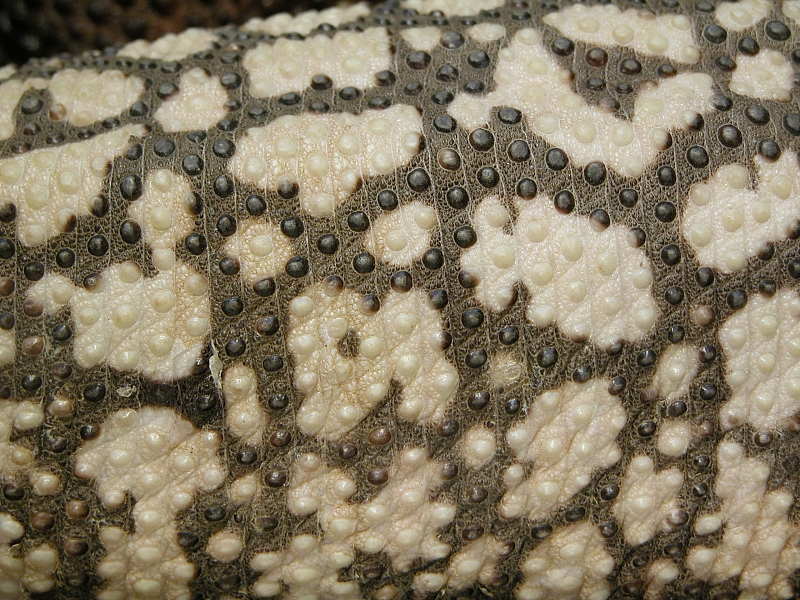
Pele de um Helodermatidae, revelando o osteodermas.

Osteodermas são depósitos ósseos com forma de escamas, placas ou outras estruturas na camada dérmica da pele. Estas são encontrados em muitos grupos de répteis atuais e extintos, incluindo lagartos, vários grupos de dinossauros (mais notavelmente em anquilossauros e estegossauros), crocodilianos, phytossauros, aetossauros, placodontes e hupehsuchias (répteis marinhos com possível afinidades como os icitiossauros).

## Descrição
Os osteodermas são componentes ósseos da pele dos vertebrados terrestres que, juntamente com os ossos do crânio e da cintura escapular, da qual participa a pele, formam o chamado esqueleto dérmico. Eles diferem dos elementos esqueléticos da pele de alguns peixes pela ausência de dentina, que difere do tecido ósseo em sua composição, microestrutura e tipo de formação.
Osteodermas são incomuns em mamíferos, mas ocorrem em pangolims e muitos xenartro (gliptodontes, tatus, preguiça-gigantes). Osteodermas claramente evoluíram de forma independente em muitas linhagens diferentes, e existem estruturas variadas e análogas anatomicamente, não homólogos, e não indica necessariamente monofilia.  Em muitos casos osteodermas funcionam como armadura defensiva.
O osteodermas de crocodilos modernos são muito vascularizado e pode funcionar tanto como armadura e como trocadores de calor, permitindo a estes grandes répteis aumentar ou diminuir rapidamente sua temperatura.